# أنور التاورغي
أنور التاورغي، مواليد 17 أغسطس 1983 في العاصمة تونس، لاعب كرة طائرة تونسي. يبلغ طوله 1.78 مترًا ويلعب دور الليبيرو.
شارك في الألعاب الأولمبية الصيفية 2012 مع المنتخب التونسي.

## النوادي
- عام 1995 - عام 2003: الاتحاد الرياضي للنقل بصفاقس ( تونس).
- عام 2004 - عام 2014: النادي الرياضي الصفاقسي ( تونس).
- منذ 2014: النجم الساحل الرياضي ( تونس).

## الجوائز

### الفريق الوطني
- بطولة افريقيا
  -  الثالثة في عام 2011 ( المغرب)
  -  المتأهل للتصفيات النهائية في عام 2013 ( تونس)
- ألعاب البحر الأبيض المتوسط
  -  الميدالية الفضية في دورة ألعاب البحر الأبيض المتوسط 2013 ( تركيا)
- البطولة العربية
  -  الفائز في عامي 2006 و2012 ( البحرين)
- بطولة أفريقيا تحت 21 سنة
  -  المتأهل للتصفيات النهائية في عام 2002 ( مصر)
- بطولة افريقيا تحت 19 عام
  -  الفائز في عام 2000 ( مصر)

### أخرى
- الفائز في بطولة راشد الدولية عام 2012 في دبي[1] ( الإمارات العربية المتحدة)
- الفائز بكأس الرئيس نور سلطان نزارباييف في 2012[2] ( كازاخستان)
- المركز الثامن في بطولة العالم للكرة الطائرة ناشئين 2001 ( مصر)

### النوادي
- بطولة العالم للأندية
  - المركز الخامس في عام 2013 ( البرازيل)
- البطولة الأفريقية للأندية البطلة للكرة الطائرة
  -  الفائز في عام 2005 ( بنين)
  -  الفائز في عام 2013 ( ليبيا)
  -  الثالثة في عام 2010 ( تونس)
- البطولة العربية للأندية البطلة
  -  الفائز في 2007 و2008 و2013
  -  المتأهل للتصفيات النهائية في عام 2011
- بطولة تونس
  -  الفائز في 2004 و2005 و2009 و2013
  -  المتأهل للتصفيات النهائية في عام 2012
- كأس تونس
  -  الفائز في 2005 و2009 و2012 و2013 و2015

### أخرى
- الفائز في بطولة بني ياس الدولية 2011 ( الإمارات العربية المتحدة)

## الجوائز والأوسمة
- أفضل لاعب ليبيرو في البطولة الأفريقية للأندية الأبطال 2005
- أفضل ليبيرو لبطولة الاندية الافريقية 2010 [3]
- أفضل ليبيرو لبطولة الاندية الافريقية 2013 [4]
- أفضل ليبيرو لبطولة الاندية الأفريقية 2014
- أفضل ليبيرو في البطولة الأفريقية للأندية الأبطال 2015 [5]
- أفضل لاعب ليبيرو في كأس الرئيس نور سلطان نزارباييف 2011 (بطولة ودية في كازاخستان)
- أفضل لاعب ليبيرو في البطولة الأفريقية للكرة الطائرة 2005 [6]
- أفضل مدافع في البطولة الأفريقية للكرة الطائرة 2011 [7]
- أفضل الليبيرو البطولة الافريقية للكرة الطائرة 2013
- أفضل مستقبل البطولة العربية للأندية البطلة 2013 [8]
- أفضل مدافع في بطولة العالم للأندية 2013 [9]

## رابط خارجي
- (بالإنجليزية) الملف الشخصي لأنور التاورغي على موقع الاتحاد الدولي للكرة الطائرة.
- أنور التاورغي على موقع أوليمبيديا (الإنجليزية)